# Orodesmus planus
Orodesmus planus är en mångfotingart som beskrevs av Kraus 1958. Orodesmus planus ingår i släktet Orodesmus och familjen Oxydesmidae. Inga underarter finns listade i Catalogue of Life.